# Tachisme
Il tachisme è uno stile pittorico di arte astratta iniziato in Francia negli anni quaranta e gli anni cinquanta. È considerato spesso l'equivalente europeo dell'espressionismo astratto. È un movimento chiamato anche arte informale.
Il compositore di colonne sonore Michel Magne ha registrato nel 1959, per Barclay/Bel Air, un album di musica strumentale dal titolo "Musique Tachiste". 

## Artisti
- Eileen Agar (1899-1991)
- Jean Bazaine (1904-2001)
- Dieter Borst (1950)
- Camille Bryen (1907-1977)
- Jean Dubuffet (1901-1985)
- Agenore Fabbri (1911-1998)
- Jean Fautrier (1898-1964)
- Lucio Fontana (1899-1968)
- Sam Francis (1923-1994)
- Hans Hartung (1904-1989)
- Georges Mathieu (1921-2012)
- Emila Medková (1928-1985)
- Henri Michaux (1899-1984)
- Jackson Pollock (1912–1956)
- Gérard Schneider (1896-1986)
- Emil Schumacher (1912-1999)
- Pierre Soulages (1919-2022)
- Wols (Alfred Otto Wolfgang Schulze) (1913-1951)
- Zao Wou-Ki (1920-2013)
- Hans Hofmann (1880-1966)